# Русский паломник
«Ру́сский пало́мник» — российское дореволюционное периодическое иллюстрированное издание, издававшееся в Санкт-Петербурге с 1885 по 1917 год. Был посвящён преимущественно описаниям храмов, церковных древностей, путешествий к Святым местам Палестины и к русским и заграничным святыням, историко-этнографическим очеркам, жизнеописаниям, рассказам религиозно-нравственного содержания. Первый в истории русской периодической печати православный иллюстрированный журнал культурологического
и религиозно-нравственного характера.
В 1990 году был возрождён Германом (Подмошенским) в США и издаётся с  использованием дореволюционной орфографии.

## Дореволюционное издание
Первый номер вышел в свет 1 сентября 1885 года. Первым издателем-редактором был А. И. Поповицкий. В составе редколлегии журнала номинально числился Иоанн Кронштадтский, по благословлению которого было начато издание. Заботы о коммерческой стороне издания взял на себя известный издатель П. П. Сойкин.
Принципиальная новизна «Русского паломника» заключалась в попытке создания православного иллюстрированного издания. Александр Поповицкий сумел превратить «Русский паломник» в коммерчески выгодное издание. Материалы для журнала поставлялись в значительной степени из иностранных изданий. Коммерческая успешность сопрягалась в «Русском паломнике» с подчёркнутой духовностью содержания.
При «Русском Паломнике» с 1888 года выходили книжки прибавлений, сперва шесть раз в год, с 1891 года ежемесячно, с 1893 года четыре раза в год, потом по два раза в месяц.
C 46-го номера в 1896 году издание перешло в собственность П. П. Сойкина, продолжая выходить под прежней редакцией.
Вскоре после падения монархии в России журнал был закрыт, а типография уничтожена. Целый железнодорожный состав с выпусками «Русского Паломника» был сожжён.

## Возобновлённое издание
Идея возродить журнал пришла к иеромонаху Серафимому (Роузу), который понимал, что бунт битников, хиппи и других молодёжных направлений захватит и русскоязычную молодёжь. Поэтому необходимо было передать думающей и ищущей смысл жизни молодежи высоту духовно-нравственных истоков русского народа. В 1971 году, получив подшивку дореволюционных выпусков «Русского Паломника» с Афона за много лет и листая журналы, православный американский миссионер иеромонах Серафим (Роуз) воскликнул «Вот что нужно для России!». Когда ему возразили, сказав, что в России больше нет святых мест, он ответил: «Именно поэтому и нужно воскрешать мысленно святые места и давать образную возможность „паломничать“ и вызывать некую святую ностальгию по тому потерянному миру святой Руси, которая в себе содержала православное мироощущение». Было решено, что издавать журнал нужно по старой орфографии. Был найден такого рода русский шрифт, и при помощи старинного линотипа вышел первый, безымянный, выпуск журнала, приуроченный к пятилетию со дня кончины архиепископа Иоанна (Максимовича) и посвященный его жизни и деятельности. Тогда в кругах Русской Зарубежной Церкви не поняли искреннего стремления Свято-Германовского братства. Даже название журнала поначалу нельзя было использовать. До кончины иеромонаха Серафима (Роуз) этот выпуск остался единственным.
Позднее, когда миссионерская деятельность Братства преподобного Германа Аляскинского стала более успешной, издание журнала было решено возобновить. Православные американцы хотели таким образом отблагодарить Русское Православие, полученное ими через преп. Германа Аляскинского. Первый номер журнала вышел в 1990 году десятитысячным тиражом и был направлен для распространения в Россию.

Первый номер мы сделали вручную, нарезав ксероксов из старых номеров и сделав цветную обложку. Я поехал в Россию в 1990 г. и привёз туда 1100 экземпляров. У меня их конфисковали на таможне: «Давайте справку, что они нужны в России». Митрополит Питирим выдал такую справку. И я стал в каждую церковь по пути раздавать журнал.
Последний, изданный в России, номер журнала (№ 53), опубликован в 2016 году. После этого издание журналов было вновь перенесено в США. На сегодняшний день изданы № № 54-62. В 2020 году исполнилось 30 лет со дня возобновления журнала Валаамским Обществом Америки.

## Оценки
Кирилл Постоутенко в 1992 году в Журнале «Новый мир» дал такую оценку возобновлённому изданию:

Тематика журнала разнообразна: среди теоретических материалов выделяется опубликованная в № 3 статья Г. Калюсика «Медицина и христианское сознание», среди исторических — публикуемые из номера в номер материалы по истории Валаамского монастыря. «Русский паломник» даёт также информацию о сегодняшней деятельность Валаамского общества, предлагает читателю образцы современной религиозной поэзии.
Церковный историк диакон Андрей Псарёв так оценил возрождённый журнал и его главного редактора:

Отец Герман в своем Русском паломнике старался проводить идею «независимого служения Церкви». Это слово «независимое», в итоге привело о. Германа к конфликту со своим правящим архиереем, Владыкой Архиепископом Антонием, но частью этого подхода было и то, что о. Герман старался, пусть спорно и противоречиво, но открыто говорить об истории РПЦЗ, таким образом привлекая интерес к сложной проблематике нашей недавней истории. Тем не менее такой подход был продуктивнее чем замалчивание проблем ради «чести мундира».